# Мигачёв, Всеволод Иванович
Всеволод Иванович Мигачёв (1917 — 1997) — советский учёный, специалист в области проводной и радиосвязи.

## Биография
Родился 17 (30 декабря) 1917 года в Нарве (ныне Эстония).
С 1938 года служил в РККА в отдельном полку связи.
Участник Великой Отечественной войны с 22 июня 1941 года (радиоинженер).  Член ВКП(б) с 1943 года.
Окончил курсы Академии связи при Воронежском фронте (1943) и 4 курса Ленинградского индустриального института.
В 1946 — 1992 годах научный сотрудник НИИ-380 — ВНИИТ (инженер, старший инженер, начальник лаборатории, начальник отдела автоматических устройств).
Участник создания Московского телецентра в стандарте 625 строк и ОТРК. Участник космической программы.

## Награды и премии
- Сталинская премия первой степени (1950) — за создание новой высококачественной телевизионной передающей системы высокой чёткости
- орден Отечественной войны II степени (6.4.1985)
- орден Красной Звезды (11.5.1944)
- две медали «За отвагу» (29.6.1942, был представлен к ордену Красной Звезды; 5.3.1943, был представлен к ордену Отечественной войны II степени))
- медаль «За победу над Германией в Великой Отечественной войне 1941-1945 гг.» (3.10.1945)